# Cameron Clark
Cameron Clark (Phoenix, 16 settembre 1991) è un cestista statunitense che gioca nel ruolo di ala.

## Carriera
Clark ha frequentato la Sherman High School a Sherman, Texas. Dopo l'High School, è entrato nell'Università dell'Oklahoma. Nella stagione da senior in 33 partite, segna 15,6 punti aggiungendo 5,5 rimbalzi e 1 assist in 27,7 minuti di utilizzo.
Dopo non essere stato scelto al Draft NBA 2014, Clark gioca l'NBA Summer League 2014 con i Los Angeles Clippers. Il 24 luglio 2014 firma con la squadra italiana della Vanoli Cremona.

## Palmarès
- Campionato francese: 1

Élan Chalon: 2016-17